# 大橋由紀夫
大橋 由紀夫（おおはし ゆきお、1955年3月 - 2019年10月）は、日本の科学史家。インドおよび中国の天文学史、数学史の研究家。

## 経歴
1955年3月東京都渋谷区生まれ。1979年埼玉大学物理学科を卒業、1981年に同大大学院修士課程（中国文化）を修了した。学部在学中に、東京天文台長を務めた広瀬秀雄の講義に感銘を受け、天文学史・科学史の研究者になることを決心したという。1983-87年、インドに留学した。帰国後、一橋大学大学院の博士課程に進学、修了するが、PhDの学位は1992年にインドのラクナウ（Lucknow）大学で取得した。テーマはインドの数理天文学史。
一橋大学、東京工業大学、法政大学、明治大学などで中国語、科学史、天文学史を教えるかたわら、国際会議の集録、百科事典や国際学術誌に多くの論文を発表した（英文論文 約40篇、和文論文 約32篇）。大橋が論文や解説記事に描いた手書きの図は独特な味わいがあり、好評だった。東洋天文学史国際会議（International Conference on Oriental Astronomy）の組織委員、『数学史研究』の編集委員も務めた。2019年10月に肝臓疾患で他界した。

## 論文の一部
- 百科事典 Encyclopaedia of the History of Science, Technology, and Medicine in Non-Western Cultures (H. Selin 編纂), Volume 1. Springer (2008年)中の項目、「インドの天文観測装置」、「中国におけるインド系天文学」、「東南アジアの天文学」、「チベットの天文学」を執筆[3]。
- 大橋由紀夫、インドの伝統天文学―特に観測天文学について、『天文月報』、91巻（1998年）[4]。
- 大橋由紀夫、隋唐時代の補間法の算術的起源、『科学史研究』、33巻（1994年）[5]。
- Ohashi, Y. (1994): Astronomical instruments in classical Siddhantas. Indian Journal of History of Science, 29(2), 155-313.
- Ohashi, Y. (1997): Early history of the astrolabe in India. Indian Journal of History of Science, 32(3), 199-295.
- Ohashi, Y. (2015): Astronomy of the Vedic age. In Ruggles, C.L.N. (ed.), Handbook of Archaeoastronomy and Ethnoastronomy. New York, Springer, 1949-1958.